# Ley del Seguro Social de Honduras
La república de Honduras dio un paso en la protección del trabajador al emitir en 1959 la presente ley del Seguro Social y con ello la creación de los centros de asistencia del Instituto Hondureño de Seguridad Social, durante la presidencia constitucional del doctor Ramón Villeda Morales.

## Contenido
- EL CONGRESO NACIONAL, 
  - CONSIDERANDO: Que la Seguridad Social es una de las preocupaciones fundamentales del Estado moderno, que ella constituye un servicio público, correspondiente a una necesidad específica de seguridad, sentida por el trabajador y el hombre moderno, y que responde a un derecho social fundamental.
  - CONSIDERANDO: Que la Seguridad Social tiende a acordar a los trabajadores garantías contra todos los riesgos que reducen o suprimen sus actividades profesionales, rebajan su nivel de vida o imponen cargas suplementarias;
  - CONSIDERANDO: Que el régimen debe también responder en todo tiempo a las posibilidades económicas de la población y del Gobierno de la República;
  - CONSIDERANDO: Que si bien los fines de la Seguridad Social exigen una completa armonía en las relaciones entre las actividades del Gobierno y las que competen a aquella, el organismo que tenga a su cargo el desarrollo de la Seguridad Social debe funcionar en forma autónoma;
  - CONSIDERANDO: Que el Seguro Social obligatorio es el medio más eficaz para realizar la Seguridad Social;
- POR TANTO: En uso de las facultades constitucionales de que está investido,
  - DECRETA: Decreto No. 140-1959.

- CAPÍTULO I. Campo de Aplicación, 
  - Artículo 1. Se establece el Seguro Social como una institución de Derecho Público, que realizará los fines que la ley determina. El Seguro Social constituye un servicio público que se aplicará con carácter obligatorio en los términos de esta ley y sus Reglamentos.
  - Artículo 2. El Seguro Social cubrirá los siguientes riesgos: enfermedad, maternidad, accidente de trabajo y enfermedad profesional, invalidez, vejez, muerte y cesantía involuntaria. El régimen de Seguro Social se implantará en forma gradual y progresiva, tanto en lo referente a los riesgos cubiertos, como a las zonas geográficas y a las categorías de trabajadores protegidos.
  - Artículo 3. Están sujetos al Seguro Social obligatorio: a) Los trabajadores particulares que prestan sus servicios a una persona natural o jurídica, sea cual fuere el tipo de relación laboral que los vincule y la forma de remuneración. b) Los trabajadores públicos, los de las entidades autónomas y semi-autónomas y los de las entidades descentralizadas del Estado.
  - Artículo 4. Mientras no se fijen las condiciones en que estarán asegurados, quedan provisionalmente exentos de la afiliación al Seguro Social: a) Los trabajadores a domicilio; b) Los trabajadores domésticos; c) Los trabajadores de temporadas; d) Los trabajadores ocasionales ocupados en trabajos extraños a la naturaleza de la empresa; e) Los trabajadores agropecuarios, salvo aquellos que trabajen en empresas agrícolas propiamente dichas, o en empresas industriales o comerciales derivadas de la agricultura, que empleen un número mínimo de trabajadores que será fijado por los reglamentos.
  - Artículo 5. No están sujetos al Seguro Social obligatorio las personas siguientes: a) El cónyuge, los padres y los hijos menores de dieciséis (16) años del patrono, que trabajen por cuenta de éste. Lo que se dice del cónyuge es aplicable asimismo al concubino o concubina. b) Los miembros de las Fuerzas Armadas de Honduras, que tendrán un régimen especial de Seguridad Social.
  - Artículo 6. Podrá establecerse un régimen en favor de los trabajadores que dejen de ser asegurados obligatorios y que voluntariamente deseen continuar en el Seguro Social, así como de los profesionales, artesanos y demás trabajadores independientes o por cuenta propia.
  - Artículo 7. El patrono está obligado a inscribir en el Seguro Social a todo trabajador que ingresare a su servicio; y también deberá presentar, en su caso, la baja del trabajador tan pronto como sea posible. A cada trabajador inscrito se entregará una libreta de afiliación. El reglamento determinará el plazo y la forma de inscripción de las empresas y de sus trabajadores y el uso de la libreta de afiliación.
- CAPÍTULO II. De la Administración del Seguro Social
  - Artículo 8. La orientación, dirección y administración del Seguro Social estarán a cargo de un organismo que se denominará INSTITUTO HONDUREÑO DE SEGURIDAD SOCIAL. Dicho organismo será autónomo, gozará de personalidad jurídica y de patrimonio propio, distinto e independiente de la Hacienda Nacional, y tendrá su domicilio en la capital de la República. Para los efectos de la presente ley dicho organismo se denominará simplemente “Instituto”.
  - Artículo 9. El Ministerio de Trabajo y Previsión Social será el órgano de comunicación entre los Poderes Públicos y el Instituto. Este presentará anualmente a dicho Ministerio un informe sobre sus actividades y su situación económico-financiera.
  - Artículo 10.Los órganos superiores del Instituto serán: la Junta Directiva, órgano de deliberación y de decisión; y el Director General, órgano ejecutivo.
- SECCIÓN I. De la Junta Directiva.
  - Artículos 11 al 24.
- SECCIÓN II. Del Director General.
  - Artículos 25 al 27.
- SECCIÓN III. Del Subdirector General.
  - Artículos 28 al 30.
- SECCIÓN IV. Del Personal del Instituto.
  - Artículos 31 al 33.
- CAPÍTULO III. De las Prestaciones.
- SECCIÓN I. Enfermedades no Profesionales.
  - Artículo 34. En caso de enfermedad no profesional el asegurado tendrá derecho, dentro de las limitaciones y condiciones que fijen los reglamentos respectivos, a las prestaciones siguientes: a) Asistencia médico-quirúrgica, general y especializada, asistencia hospitalaria y farmacéutica que fuere necesaria, y asistencia dental, excepto trabajos de prótesis; b) En caso de incapacidad laboral reconocida, un subsidio en dinero, cuyo monto, duración y fecha en que se inicia el pago, serán fijados por los reglamentos.
  - Artículo 35. El Instituto proporcionará, en principio, en establecimientos y con personal médico y auxiliar propios, la prestación a que se refiere el apartado a) del Artículo anterior. En casos especiales, el Instituto podrá suscribir contratos y acuerdos con centros sanitarios, públicos o privados, y también con médicos particulares, para prestar todas o algunas de esas prestaciones, dentro de las limitaciones fijadas en los reglamentos.
  - Artículo 36. Los hijos de los asegurados, menores de dos (2)años, tendrán igualmente derecho a las prestaciones que señala el apartado a) del Artículo 34. La aplicación del Seguro de Enfermedad a otros miembros de la familia del asegurado, se hará en forma progresiva, teniendo en cuenta las posibilidades financieras del Instituto y las disposiciones de los reglamentos. Los parientes mencionados en los párrafos anteriores tendrán derecho a prestaciones siempre que dependan económicamente del asegurado, vivan bajo el mismo techo, y no tengan por sí mismos, derecho a prestación alguna del Seguro de Enfermedad.
  - Artículo 37. En caso de accidente común, se aplicará lo dispuesto en los artículos anteriores para los casos de enfermedad no profesional.
  - Artículo 38. El fallecimiento del asegurado da derecho a una ayuda para gastos funerarios, en las condiciones establecidas en los reglamentos.
- SECCIÓN II. Maternidad.
  - Artículos 39 al 41.
- SECCIÓN III. Riesgos Profesionales.
  - Artículos 42 al 46.
- SECCIÓN IV. Seguros de Invalidez, Vejez y Supervivencia.
  - Artículos 47 al 53.
- CAPÍTULO IV. De los Recursos y de la Organización Financiera.
  - Artículos 54 al 73.
- CAPÍTULO V. Resolución de Conflictos, Procedimientos e Imposición de Sanciones.
  - Artículos 74 al 89.
- CAPÍTULO VI. Disposiciones Diversas.
  - Artículos 90 al 107.
- CAPÍTULO VII. Disposiciones Transitorias.
  - Artículos 108 a 111.
  - Artículo 111. La presente ley entrará en vigencia diez días después de su publicación en el Diario Oficial “La Gaceta”. Presidente del Congreso Nacional de Honduras, Modesto Rodas Alvarado.

## Wikisource
Documento completo aquí, s:Ley del Seguro Social de Honduras (1959)